# Keith Kelly
Keith Kelly (Port Royal, 3 marzo 1983) è un ex calciatore giamaicano, di ruolo centrocampista.

## Caratteristiche tecniche
Era un interno di centrocampo.
Nel 2001 è stato inserito nella lista dei migliori calciatori stilata da Don Balón.

## Palmarès

### Club

#### Competizioni nazionali
- National Premier League: 2

Harbour View: 2000, 2007

#### Competizioni internazionali
- Coppa Intertoto UEFA: 1

PSG: 2001
- Campionato per club CFU: 1

Harbour View: 2007